# Sho Murata
Sho Murata (村田 翔 Murata Sho?), född 2 april 1987 i Tokyo prefektur, är en japansk fotbollsspelare.
Murata började sin karriär 2010 i Mito HollyHock. Efter Mito HollyHock spelade han för Briobecca Urayasu och Thespakusatsu Gunma.